# Tofta strand
Tofta strand är en ort och badort i Gotlands kommun, belägen på Gotlands västkust vid länsväg 140 cirka två mil söder om centralorten Visby. Orten ingår sedan 2015 i tätorten Tofta. SCB hade före dess avgränsat bebyggelsen till två småorter, Tofta strand (norra delen) och Tofta strand (södra delen). Norra delen (som kallas även Tofta strand) ligger i Tofta socken, medan södra delen (som kallas även Tofta södra) ligger i Eskelhems socken.
Tofta bad är en av Gotlands mest kända stränder och lockar många besökare under sommaren. I Tofta strand finns även en Ica-affär, campingplats, pizzeria samt flera hotell och restauranger.

## Natur och miljö
I anslutning till Tofta strand ligger naturreservatet Smågårde naturskog, som omfattar flygsanddyner som sträcker sig från fiskeläget Gnisvärd till södra Tofta. Området utgörs av värdefulla habitat, bland annat grå dyner där växtarten sandtimotej förekommer. Enligt länsstyrelsen har dessa miljöer ett särskilt skyddsvärde inom det europeiska Natura 2000-nätverket.
Strandskyddet enligt Miljöbalken omfattar som regel minst 100 meter från strandlinjen, men i särskilt känsliga områden kan det utsträckas till upp till 300 meter. Inom sådana utvidgade områden är byggnation strängt reglerad, och länsstyrelsen eller kommunen kan kräva strandskyddsdispens även för till synes mindre åtgärder som belysning, bryggor eller mindre hotellbyggen.

## Kommunikationer
Tofta strand nås via länsväg 140, cirka 20 kilometer söder om Visby. Under sommarsäsongen trafikeras området av täta bussförbindelser via Gotlands kollektivtrafik.

## Aktiviteter och evenemang
Under sommaren erbjuds flera aktiviteter i anslutning till strand‑ och hotellområden, såsom beachvolleyboll, padel, stand up paddleboard (SUP)‑kurser och surfkurser via Surflogiet.
I södra delen av stranden samlas ofta ungdomar, medan norra delen upplevs lugnare och är mer attraktiv för barnfamiljer.

## I populärkultur
Filmen Sunes sommar (1993) spelades bland annat in på Tofta strand.

## Bilder

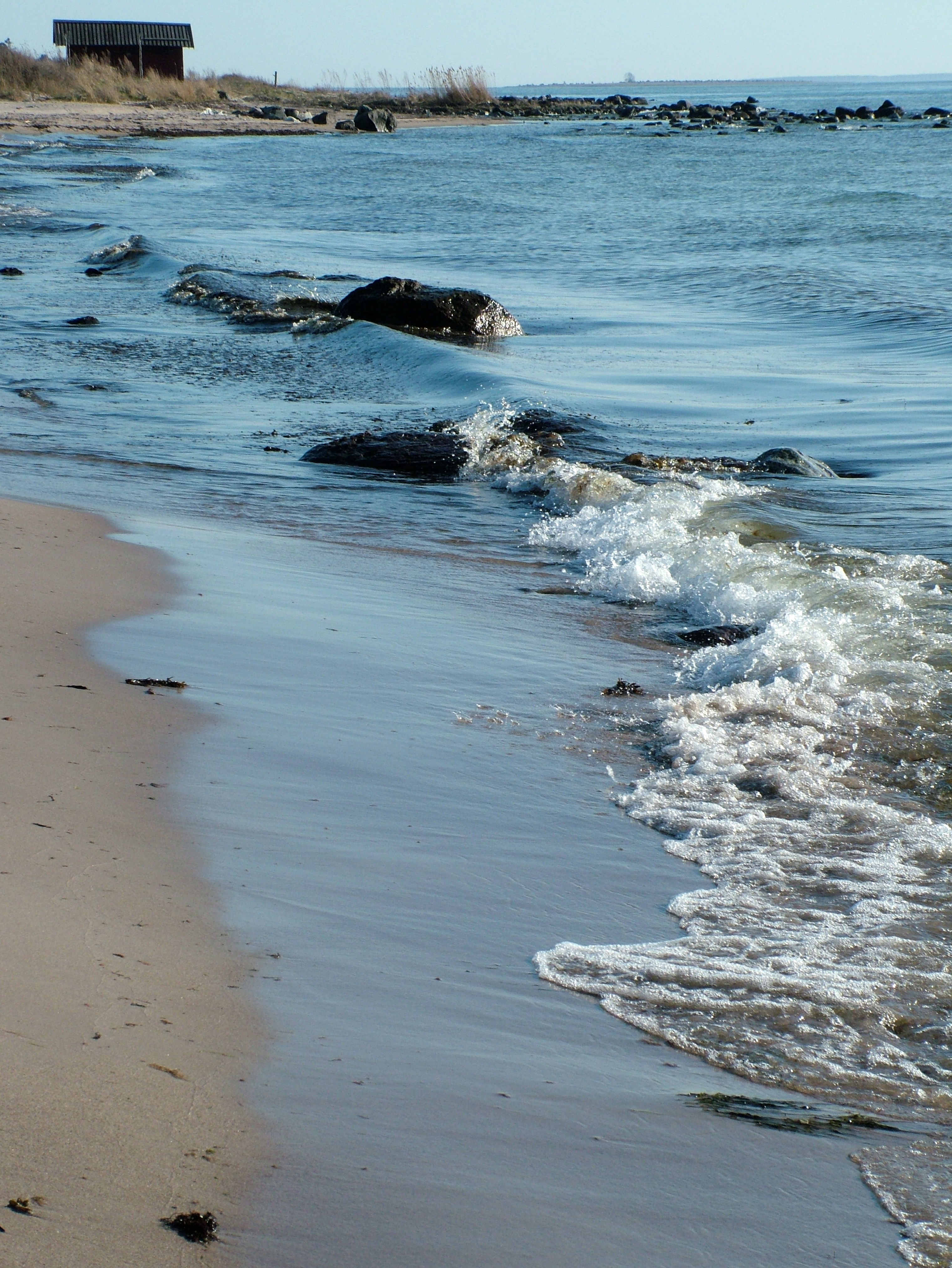
Södra Tofta strand, april 2010.
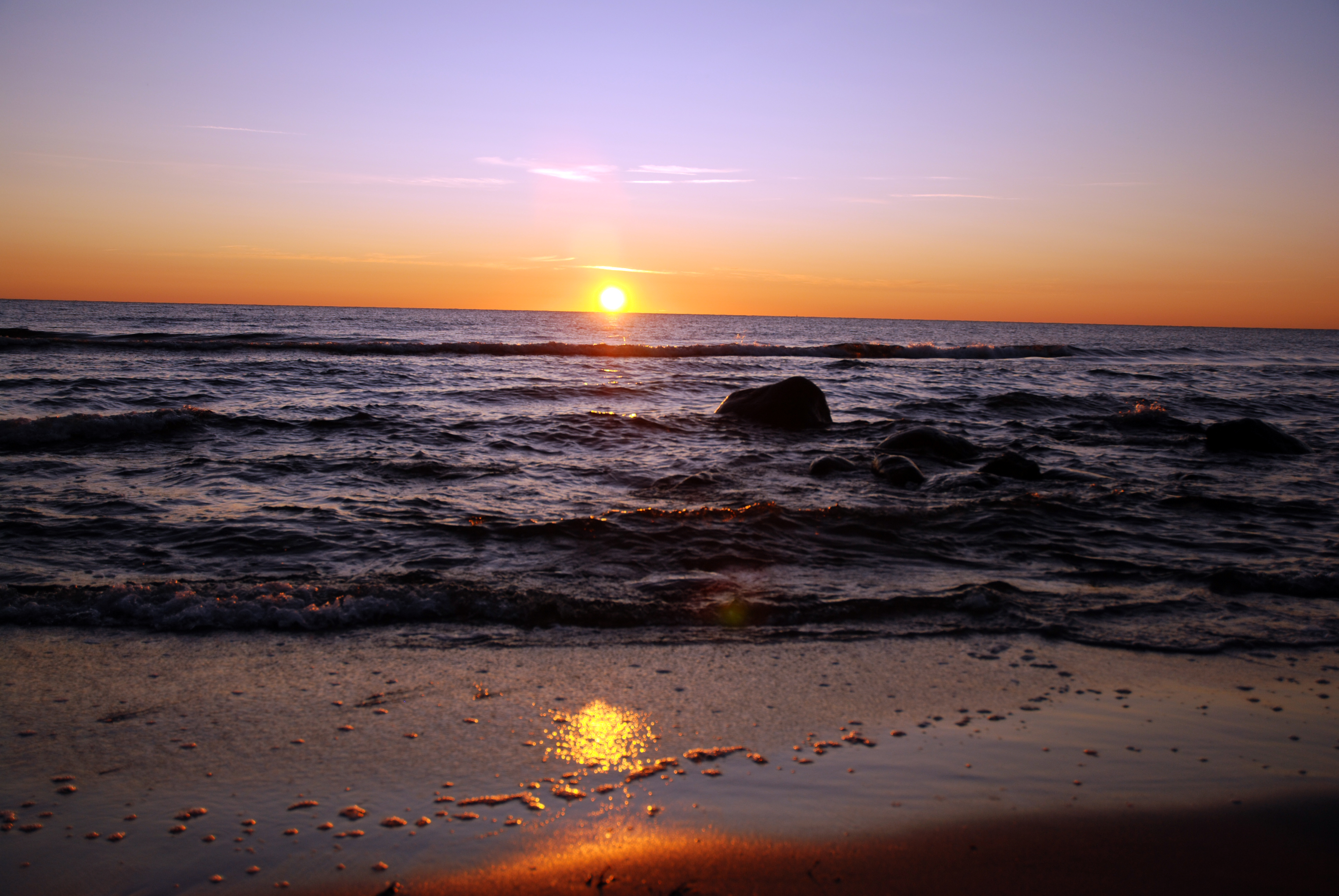
Tofta strand, augusti 2009.
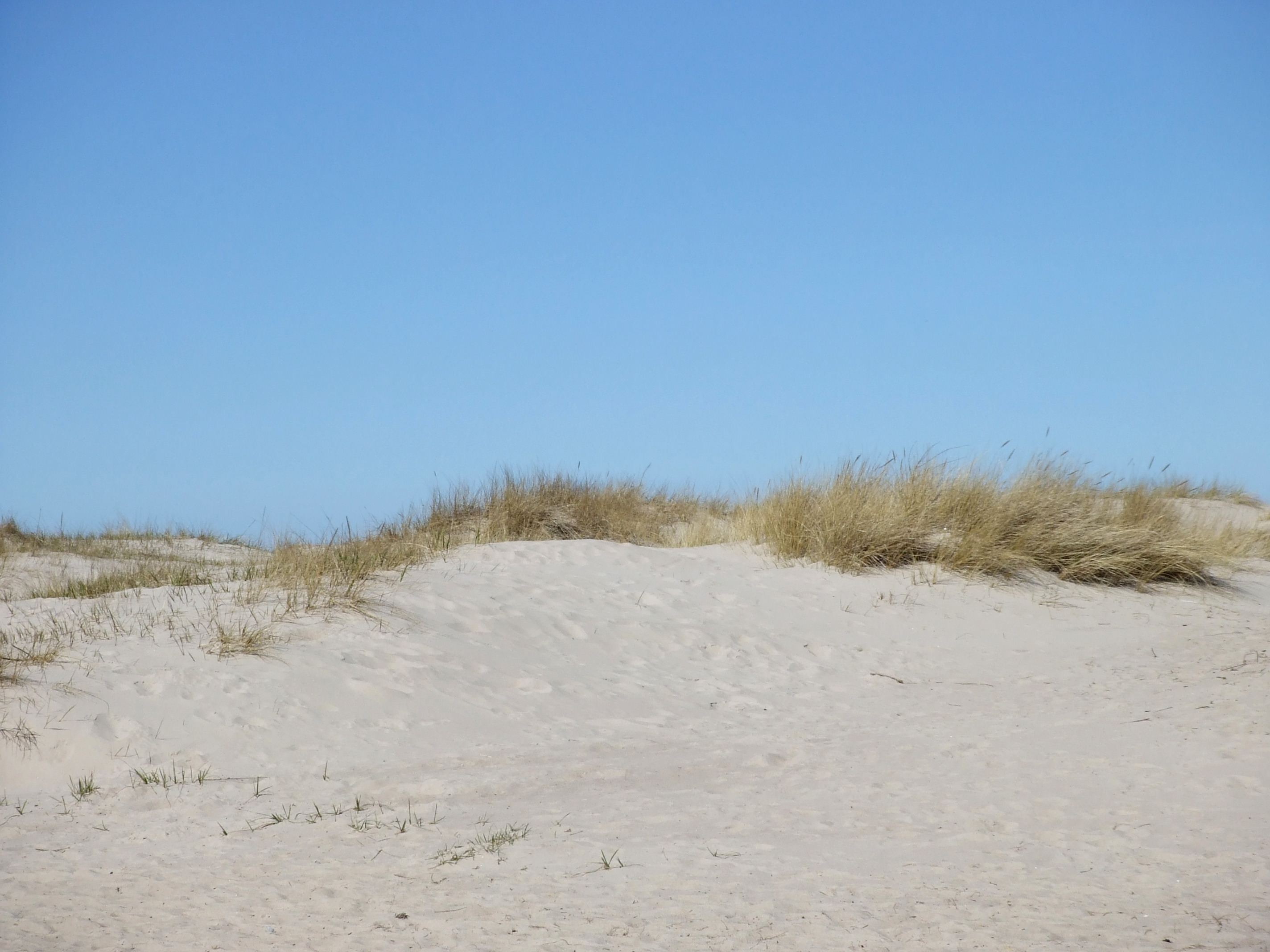
Sanddyner på Tofta strand,april 2009.
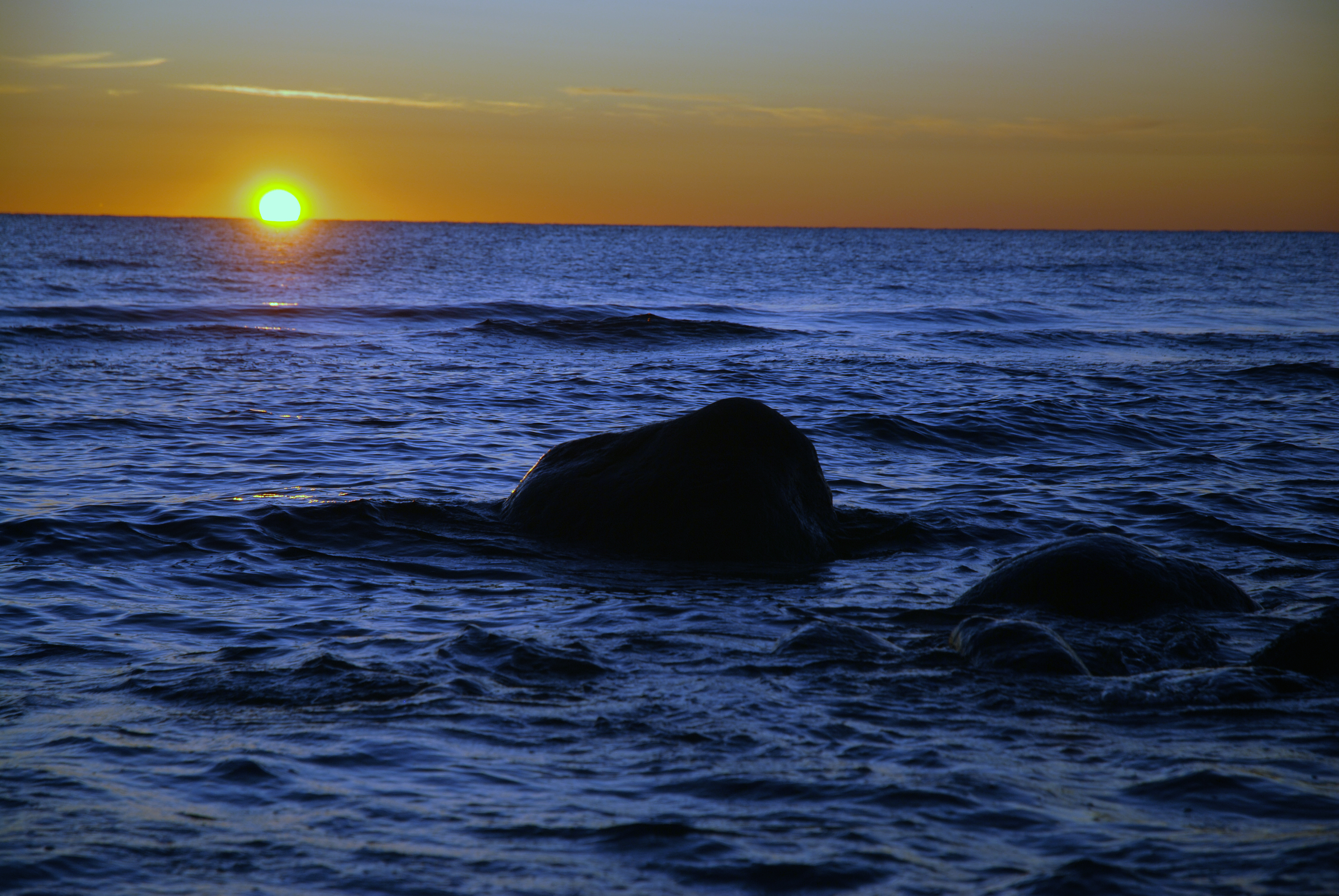
Tofta strand, augusti 2009.